# Снытко, Сергей Николаевич
Серге́й Никола́евич Снытко́ (укр. Сергій Миколайович Снитко; род. 31 марта 1975, Керчь, Крымская область) — украинский футболист, полузащитник. Выступал за сборную Украины.
Воспитанник керченского футбола, тренер — С. Шаферов.
За сборную Украины сыграл 2 матча. Первый 26 февраля 2001 года в товарищеском матче со сборной Румынии, второй, также товарищеский, 28 февраля 2001 года в матче со сборной Кипра.
Участник Кубка Интертото 1998 (4 матча).
Имелись сомнения в подлинности российского паспорта, полученного им в 2002 году. В «Кубани», узнав об этом, перестали выпускать его на поле, опасаясь технических поражений из-за превышения лимита на легионеров, а также перестали платить зарплату и пытались в одностороннем порядке разорвать контракт. В конце 2005 года суд признал российский паспорт футболиста незаконным, в январе 2006 паспорт был объявлен на изъятие. При этом «Кубань» в 2006 году обязали заплатить зарплату Снытко за 2005 год. Деньги Снытко получил не сразу: сначала за подписью Снытко в РФС был отправлен факс о получении средств, а затем футболист написал заявление, в котором указывалось, что документы об отсутствии финансовых претензий были подписаны им под угрозой физического воздействия со стороны неизвестных лиц, которые заявили, что являются представителями ФК «Кубань». 9 августа сумма была переведена. Сторона игрока (президент Всеукраинский национальный профсоюз «Футболисты Украины» Олег Печерный) также утверждала, что миграционная служба РФ подтвердила подлинность документа.

## Достижения
- Финалист Кубка российской премьер-лиги: 2003